# Harold Charles Bold
Pour les articles homonymes, voir Bold.
Harold Charles Bold est un botaniste américain, né le 16 juin 1909 à New York et mort le 18 décembre 1987 à Austin.

## Biographie
Il est le fils d’Edward Bold et de Louise née Krüsi. Il obtient son Bachelor of Arts à l’université Columbia en 1929, son Master of Sciences à l’université du Vermont en 1931 et son Ph. D. en botanique en 1933 à nouveau à Columbia.
Il travaille à l’université de Vanderbilt de 1932 à 1939 puis de 1945 à 1957, entre les deux, il enseigne à l’université Columbia. À partir de 1957, il enseigne la botanique à l’université d’Austin au Texas. Il se marie avec Mary E. Douthit le 8 juin 1943.
Membre de diverses sociétés savantes, il dirige la Botanical Society of America en 1966 et est le directeur de publication de l’American Journal of Botany de 1958 à 1965).
Il s'est particulièrement intéressé aux algues subaériennes et édaphiques.

## Publications
- Morphology of Plants (1957)
- The Plant Kingdom (1960)
- Exploratory studies of texas soil algae (avec 	Temd R. Deadson) (1960)
- Some algae from arid soils (avec Srisumon Chantanachat) (1962)
- The taxonomy of certain Ulotrichacean algae (avec K.R. Mattox) (1962)
- Some soil algae from enchanted rock and related algae species (avec Harry W. Bischoff) (1963)
- Comparative studies of the algal genera Tetracystis and Chlorococcum (avec Malcolm R. Brown & Richard N. Lester) (1964)
- Investigations of the algal genera Eremosphaera and Oocystis (avec Richard L. Smith) (1966)
- Taxonomic investigations of Stigeoclonium (avec Elenor R. Cox) (1966)
- Algae and Fungi (1967)
- The taxonomy and comparative physiology of the Chlorosarcinales and certain other edaphic algae (avec Robert D. Groover) (1969)
- Morphological and taxonomic investigations of Nostoc and Anabaena in culture (avec Thomas Kantz) (1969)
- Taxonomic studies in the Oscillatoriaceae (avec Ailsie F. Baker) (1970)
- The genus Chlorococcum Meneghini (avec Patricia A. Archibald) (1970)
- Characium and some characium-like algae (avec Kwok W. Lee) (1974)
- Introduction to the Algae : Structure and Reproduction (1978)
- Morphology of Plants and Fungi (avec Constantine J. Alexopoulos & Theodore Delevoryas) (1987)